# Karin Kersten
Karin Kersten (* 1943 in Braunschweig) ist eine deutsche Schriftstellerin und Übersetzerin, die in Berlin lebt.

## Leben
Karin Kersten wuchs in Braunschweig auf und studierte Germanistik und Anglistik an der Universität Göttingen, später Komparatistik an der Freien Universität Berlin. Kersten ist seit Anfang der 1970er Jahre als literarische Übersetzerin tätig. Sie übertrug anfangs Texte aus dem Französischen, inzwischen vorwiegend aus dem Englischen.  Daneben schrieb sie Beiträge für diverse Rundfunkanstalten und Gedichte. 2005 erschien ihr erster Roman.

## Auszeichnungen
- 1986: Helmut-M.-Braem-Übersetzerpreis[1]

## Werke
- Die Aufgeregten. Klöpfer und Meyer, Tübingen 2005 ISBN 3-937667-66-0
- Hohe Tannen. Klöpfer und Meyer, Tübingen 2007 ISBN 3-937667-90-3
- An Schlaf war nicht zu denken. Klöpfer und Meyer, Tübingen 2011 ISBN 978-3-86351-003-9

## Übersetzungen (Auswahl)
- Notwendigkeit des Kommunismus. Berlin 1971
- Tzvetan Todorov: Einführung in die fantastische Literatur. München 1972
- Charles Méré: Der Marquis de Sade. Berlin 1977
- André de Lorde: Eine Lektion in der Salpétrière. Berlin 1977
- : Das System des Dr. Goudron und des Professors Plume. Berlin 1977
- Djuna Barnes: Die Nacht in den Wäldern. Berlin 1984

Portraits. Berlin 1985.
Ladies’ almanach. Berlin 1985.
Leidenschaft. Berlin 1986.
Saturnalien. Berlin 1987.
New York. Berlin 1987.
Paris, Joyce, Paris. Berlin 1988.
Solange es Frauen gibt, wie sollte da etwas vor die Hunde gehen?. Berlin 1991.
Paprika Johnson und andere Stories. Berlin 1989.
- Christopher Hope: Krügers Alp. München 1986.
- John Berger: Und unsere Gesichter, mein Herz, vergänglich wie Fotos. München 1986.
- Cecelia Holland: Säule des Himmels. München 1987.
- Doris Lessing: Heimkehr. Stuttgart 1988.
- Virginia Woolf: Die Fahrt hinaus. Frankfurt/Main 1989.

Zum Leuchtturm. S. Fischer, Frankfurt/Main 1991, ISBN 3-10-092553-X.
Flush. S. Fischer, Frankfurt/Main 1993, ISBN 3-10-092521-1.
- Brenda Maddox: Nora. Köln 1990.
- Alexandra Ripley: Scarlett. Hamburg 1991.

- Fay Weldon: Die Kraft der Liebe. Hamburg 1992.

Teufels Weib. Hamburg 1993.
- Joanna Trollope: Die Zwillingsschwestern.  Berliner Taschenbuch-Verlag, Berlin 1993, ISBN 978-3-8333-0655-6.

- Michael Ridpath: Der Spekulant. Hamburg 1995.
- Brian Hall: Saskias Weg. Hamburg 1996.
- Alan Isler: Der Prinz der West End Avenue. Berlin 1996.
- Jayne Anne Phillips: Sommercamp. Frankfurt/Main 1996.
- Esther Freud: Sommer in Gaglow. Hamburg 1998.
- Amy Bloom: Das Mädchen im Pelzmantel. Hamburg 1998.
- Patricia Daniels Cornwell: Brandherd. Hoffmann und Campe, Hamburg 2001, ISBN 978-3-455-40169-1.
- Francine Prose: Durchtrieben. Zürich 2001.

- mit Senta Metz
  - Herbert Dieckmann: Diderot und die Aufklärung. Stuttgart 1972 (teilweise, Autor schrieb z. T. deutsch).
- mit Caroline Neubaur
  - Georges Devereux: Angst und Methode in den Verhaltenswissenschaften. München 1973.
  - Philippe Ariès: Geschichte der Kindheit. München 1975.
  - Carlos Fuentes: Alle Katzen sind grau. Berlin 1976.
  - Susan Sontag: Krankheit als Metapher. München 1978.
  - Wege des Anti-Ödipus. Frankfurt 1978.
- mit Jutta Prasse
  - Die Töchter von Karl Marx. Köln 1981.
- mit Iris Wagner
  - Doris Lessing: Martha Quest. Stuttgart 1981.

Eine richtige Ehe. Stuttgart 1982.
Sturmzeichen. Stuttgart 1983.
Landumschlossen. Stuttgart 1983.
Die viertorige Stadt. Stuttgart 1984.

## Notizen
1. ↑  Liste aller Preisträger seit 1978

| Personendaten    | Personendaten                              |
| ---------------- | ------------------------------------------ |
| NAME             | Kersten, Karin                             |
| KURZBESCHREIBUNG | deutsche Schriftstellerin und Übersetzerin |
| GEBURTSDATUM     | 1943                                       |
| GEBURTSORT       | Braunschweig                               |